# Christopher „Black Happy“ Goldston
Christopher „Black Happy“ Goldston (* 27. November 1894 in New Orleans; † 17. März 1968 ebenda) war ein US-amerikanischer Schlagzeuger in verschiedenen Brassbands in New Orleans.
Happy Goldston war der Sohn eines Methodisten-Predigers. Seinen Zunamen Happy erhielt er wegen seines fröhlichen Charakters. Er spielte sowohl Snare Drum als auch gelegentlich Basstrommel, bevorzugte aber Snare Drum, wobei er keine Tomtom, Hi-Hats oder Ride-Becken benutzte. Goldston war überwiegend Autodidakt, lernte aber von anderen Brass Band Musikern wie Louis Cottrell senior, mit dem er in der Excelsior Brass Band spielte, und „Black Benny“ Williams. Sein Vorbild war Henry Zeno, der zuletzt in der Tuxedo Brass Band spielte.
Anfangs (vor 1920) spielte er in der Tulane Brass Band und dem Crescent Orchestra, in den 1920er Jahren mit der Onward Brass Band und der Golden Leaf Band, und in den 1930er Jahren mit der WPA Band (mit Hilfsmitteln des New Deal während der Großen Depression finanziert) und in den 1940er Jahren und den 1950er Jahren mit der Original Tuxedo Jazz Band von Papa Celestin. Er spielte auch in der Brass Band von Henry Allen, der Eureka Brass Band und mit Kid Rena.
Von ihm existieren nur wenige Aufnahmen 1950, 1951 und 1953 (mit der Paddock Jazz Band, einem anderen Outfit der Band von Papa Celestin) mit der Brass Band von Papa Celestin. Er ist auf Filmen von den Jazz-Beerdigungen von Alphonse Picou und Papa Celestin.